# Herbert von Petersdorff
Herbert Willibald Bernhard von Petersdorff (* 21. März 1881 in Berlin; † 5. Juli 1964 in Darmstadt) war ein deutscher Schwimmer beim Charlottenburger Schwimmverein.

## Leben
Herbert war der Sohn von Willibald  von Petersdorff (1854–1912) und dessen erster Ehefrau Anna Bierbaum (1851–1882).
Bei den Olympischen Spielen 1900 in Paris wurde er im 200-m-Mannschafts-Schwimmen zusammen mit Ernst Hoppenberg, Max Hainle, Julius Frey und Max Schöne Olympiasieger.
Am 29. April 1907 heiratete er Gertrud Boltze (* 1882), mit der er die drei Söhne Dietrich (* 1911), Götz (* 1912) und Herbert (1914–1941) hatte.